# Samuel Niyonkuru
Samuel Niyonkuru, né le 3 mai 2003, est un coureur cycliste rwandais.

## Palmarès
- 2021
  -  Médaillé d'argent du championnat d'Afrique du contre-la-montre par équipes juniors
  -  Médaillé de bronze du championnat d'Afrique sur route juniors
- 2023
  - Kivu Belt Race
  - 3e étape du Grand Prix Chantal Biya
  - Umusambi Gravel Race
  -  Médaillé d'argent du championnat d'Afrique du contre-la-montre par équipes mixtes
  - 3e du Grand Prix Chantal Biya
- 2025
  -  Champion du Rwanda du contre-la-montre